# Kiryl Lemiashkevich
Kiryl Piatrovich Lemiashkevich –en bielorruso, Кірыл Пятровіч Лемяшкевіч– (Pólatsk, URSS, 12 de mayo de 1986) es un deportista bielorruso que compitió en remo. Ganó una medalla de plata en el Campeonato Europeo de Remo de 2009, en la prueba de cuatro scull.

## Palmarés internacional
| Campeonato Europeo | Campeonato Europeo  | Campeonato Europeo | Campeonato Europeo |
| Año                | Lugar               | Medalla            | Prueba             |
| ------------------ | ------------------- | ------------------ | ------------------ |
| 2009               | Brest (Bielorrusia) | Medalla de plata   | Cuatro scull       |